# Les Révoltés d'Alvarado
Pour plus de détails, voir Fiche technique et Distribution.
Les Révoltés d'Alvarado (Redes, littéralement « filets ») est un film mexicain réalisé par Fred Zinnemann et Emilio Gómez Muriel et sorti en 1936.

## Synopsis
La rude existence des pêcheurs d'Alvarado, une petite commune située sur la côte atlantique du Mexique. L'un d'eux, Miro, enterre son fils qu'il n'a pu soigner. Même lorsque le poisson abonde, les salaires versés aux pêcheurs demeurent extrêmement bas. Révolté, Miro incite ses compagnons à entamer une grève de protestation.

## Fiche technique
- Titre : Les Révoltés d'Alvarado
- Titre original : Redes
- Titre aux États-Unis : The Wave
- Réalisation : Fred Zinnemann et Emilio Gómez Muriel
- Scénario : Emilio Gómez Muriel, Henwar Rodakiewicz, Paul Strand, Agustín Velázquez Chávez et Fred Zinnemann
- Adaptation : Emilio Gómez Muriel, Fred Zinnemann, Henwar Rodakiewicz
- Photographie : Paul Strand
- Musique : Silvestre Revueltas
- Son : Roberto et Joselito Rodriguez
- Production : Secretaría de Educación Pública / Azteca Films
- Format : Noir et blanc - 1,33
- Durée : 65 minutes
- Lieux de tournage : Papaloapan, État de Veracruz, Mexique
- Pays d'origine :  Mexique
- Sortie : 16 juillet 1936 au Mexique ; 20 octobre 1937 en France
- Genre : Drame social

## Distribution
- Silvio Hernández : Miro
- David Valle González : Don Anselmo
- Rafael Hinojosa : El Candidato
- Antonio Lara : El Zurdo
- Miguel Figueroa : Miguel
- Felipe Rojas : Mingo

## Autour du film
En 1933, le ministre des Beaux-Arts mexicain demanda au photographe new-yorkais Paul Strand d'établir un plan pour le développement du cinéma sonore mexicain, alors pratiquement inexistant. On décida de réaliser des films sur la production dans diverses branches et destinés à l'éducation de la population du pays, en majeure partie illettrée. Une ébauche de scénario sur le monde de la pêche, écrite par Velázquez Chávez, fut, par la suite, profondément modifiée par Paul Strand et ses collaborateurs qui s'inspirèrent des récits de la population d'Alvarado, alors qu'une série de prises de vues saisissait minutieusement la gestuelle et les techniques du métier. Initialement muet, le film fut post-synchronisé à Mexico, par des acteurs, selon des méthodes qui furent ultérieurement utilisées par les néoréalistes italiens. Paul Strand assura le découpage et la photographie, Zinnemann la direction d'acteurs et le Mexicain Gómez Muriel, coréalisateur en titre, fut, en fait, un premier assistant. « Le film, d'une grande valeur plastique et puissant, fut une des premières belles réalisations du Mexique, mais aussi de l'École de New York dont Paul Strand était alors la personnalité la plus remarquable. » On peut rapprocher Les Révoltés d'Alvarado de La terre tremble de Luchino Visconti ou parfois de Le Sel de la terre de Herbert J. Biberman, mais rien n'indique qu'il les ait plus ou moins influencés.
Selon l'historien James Krippner, professeur au Haverford College (États-Unis), Redes fait écho aux photographies que Paul Strand prit préalablement au Mexique. Dans un sens, le travail effectué dans ce pays correspond à une période de transition chez l'artiste, ajoute-t-il. Ici, Paul Strand, initiateur de l'objectivité photographique (straight photography), mêle le documentaire à vocation sociale et une volonté artistique affirmée. « La forme du film correspond davantage à la créativité de Strand qu'aux prérogatives du secrétariat de l'Éducation publique mexicain », affirme James Krippner.
Toutefois, au cours du tournage, des divergences apparurent très nettement entre Paul Strand et Fred Zinnemann. Ils s'opposèrent sur le rythme des scènes. Zinnemann considérait que la succession des séquences s'effectuait trop lentement. Si Strand avait l'œil pour saisir des images sublimes, il n'appréhendait pas suffisamment la question du mouvement au cinéma, explique James Krippner. Il est indéniable, cependant, que le photographe new yorkais caressait, au sujet du film, de claires ambitions : « Notre film sera aussi bon que celui d'Eisenstein (le Que Viva Mexico! de 1932.), j'y tiens ! », dit-il à Agustín Velázquez Chávez, son scénariste.
Plus encore, les aspirations de Paul Strand furent contrariées par deux facteurs essentiels : le contexte politique mexicain  marqué par la répression anti-syndicale et les querelles idéologiques concernant la production du film. Dès l'automne 1934, le photographe new yorkais sentit qu'il perdait le contrôle de son projet. « Ce qui avait commencé comme une coopérative utopiste se solda par un conflit humain des plus ordinaires. » Paul Strand jugea, plus tard, que si la réalisation de Redes était intéressante sur le plan artistique, elle s'avérait, finalement, décevante et très éloignée de ses espérances. Pour James Krippner, Redes doit, cependant, être considéré comme le point de départ de l'histoire d'un cinéma mexicain qui allait exploser au cours des années 1940/1950, époque de son âge d'or.

## Restauration
Le film a été restauré en 2009 par la World Cinema Foundation.